# Alex Webb

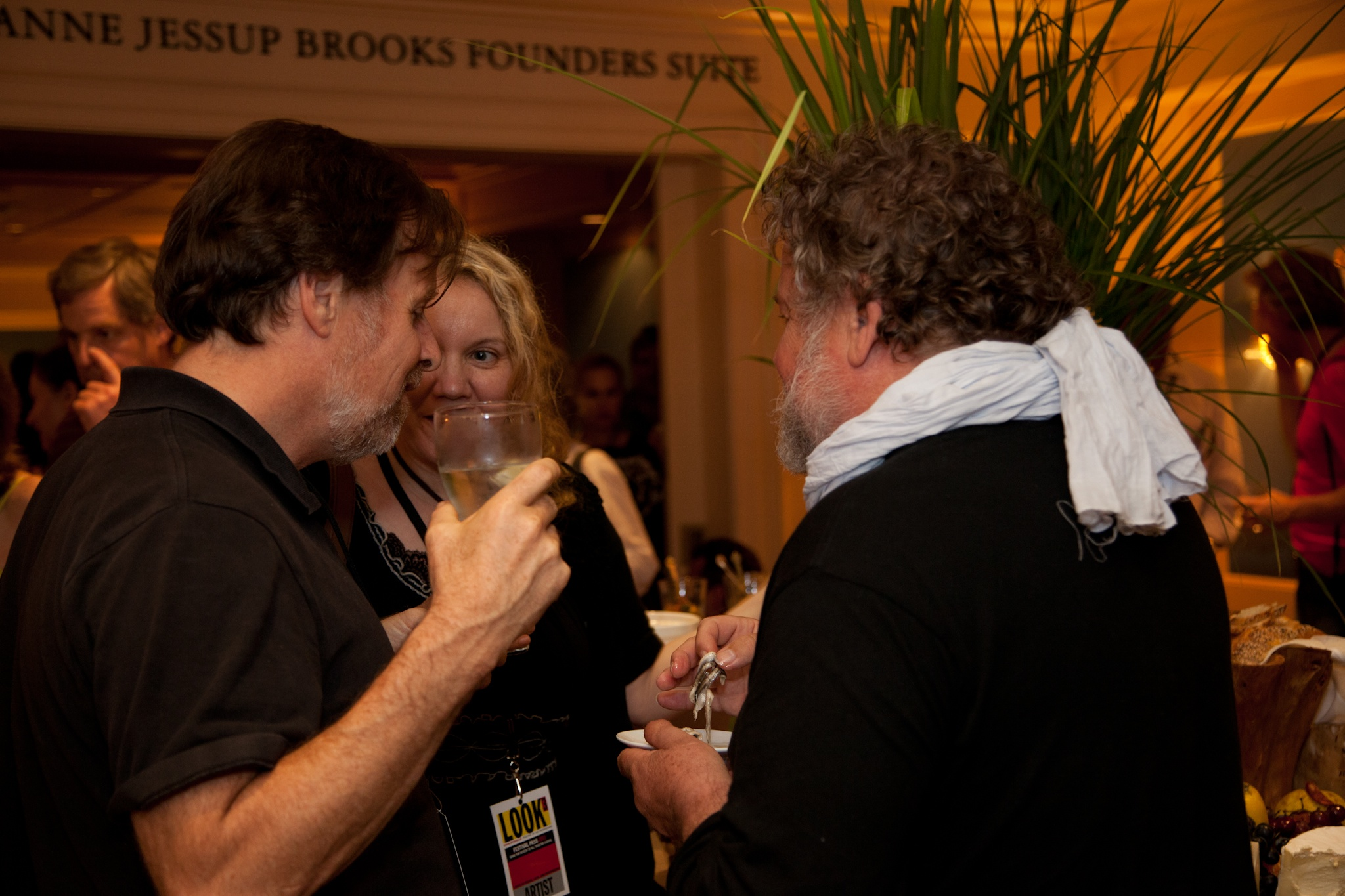
Alex Webb s Antonínem Kratochvílem

Alex Webb (* 5. května 1952, San Francisco, Kalifornie) je americký novinářský fotograf, člen zpravodajské agentury Magnum Photos.

## Život a dílo
Vystudoval historii a literaturu na Harvardově univerzitě a fotografii v Carpenterově centru výtvarného umění.
Do agentury Magnum Photos vstoupil v roce 1976 a plnoprávným členem se stal v roce 1979.
Pracoval například pro časopisy jako GEO, Time, New York Times a National Geographic. Webb žije a pracuje v Brooklynu v New Yorku. Fotografoval na barevný inverzní film kodachrome.

## Ocenění
Je držitelem následujících ocenění:
- 2008 Lucca Photo Festival Award
- 2007 John Simon Guggenheim Fellowship
- 2002 David Octavius Hill Medaille
- 2000 Leica Medal of Excellence
- 1998 Hasselblad Foundation
- 1990 National Endowment for the Arts Fellowship
- 1990 William Eugene Smith Foundation Grant
- 1988 Leopold Godowsky, Jr. Color Photography Award
- 1986 New York State Council on the Arts Grant
- 1980 Overseas Press Club Award

## Knihy
Vydal následující knihy:
- Alex Webb Habla Con Max Kozloff, Barcelona, Spain: La Fabrica, 2003.
- Alex Webb: The Suffering of Light, with Geoff Dyer. New York: Aperture, 2011. ISBN 978-1-59711-173-7
- Amazon: From the Floodplains to the Clouds USA: Monacelli Press, Inc., 1997. ISBN 978-1-885254-77-1
- Crossings: Photographs from the U.S.-Mexico Border, with Tom Miller. New York: Monacelli Press, 2003. ISBN 978-1-58093-096-3
- Dislocations, Massachusttes: Film Study Center at Harvard University, 1998–1999.
- From The Sunshine State: Photographs of Florida, New York: Monacelli Press, Inc., 1996. ISBN 978-1-885254-23-8
- Hot Light/Half-Made Worlds: Photographs from the Tropics, New York: Thames & Hudson, 1986. ISBN 978-0-500-54116-6
- Istanbul: City of a Hundred Names, s Orhan Pamuk New York: Aperture, 2007. ISBN 978-1-59711-034-1
- Violet Isle, with Rebecca Norris Webb and Pico Iyer. Radius Books, 2009. ISBN 978-1-934435-18-2
- Under a Grudging Sun: Photographs from Haiti Libere, New York: Thames & Hudson, 1989. ISBN 978-0-500-27544-3
- Yours Gallery Portfolio, Warsaw: Yours Gallery, 2005.

## Výstavy
- Alex Webb, Leica Gallery Prague, Praha, 22. červen — 26. srpen 2018 [5]